# Mobile Suit Gundam: Zion Dukedom Military-File
Mobile Suit Gundam: Zion Dukedom Military-File est un jeu vidéo de stratégie développé et édité par Bandai en 1997 sur Pipp!n et Power Macintosh. C'est une adaptation en jeu vidéo de la série basée sur l'anime Mobile Suit Gundam. Il a été porté sur PC.

## Portage
- PC (Windows 95)